# 硝酸铍
硝酸铍是铍元素的硝酸盐，它是一种离子化合物，化学式为Be(NO3)2。每个化学式单位由一个Be2+阳离子和两个NO3-阴离子所构成。

## 危害
硝酸铍像其他的铍化合物一样有剧毒。小剂量摄入时它是一种刺激剂。它燃烧时产生刺激性的有毒烟雾。然而，短时大量摄入硝酸铍会导致急性化学性肺炎，但症状在3天之内都不会表现出来。

## 制备
硝酸铍可由氢氧化铍溶解于硝酸中来制备：
Be(OH)2 + 2 HNO3 → Be(NO3)2 + 2 H2O

## 扩展阅读
- Mathur, R; Sharma, S; Mathur, S; Prakash, AO. . Bulletin of environmental contamination and toxicology. 1987, 38 (1): 73–7. PMID 3814854.